# Остаев, Алексей Викторович
Алексе́й Ви́кторович Оста́ев (род. 23 марта 1973) — советский и российский футболист, играл на позициях полузащитника и нападающего.

## Карьера
Профессиональную карьеру начинал в 1991 году во владикавказском «Спартаке», однако вскоре был отдан в аренду в другой владикавказский клуб — «Автодор», за который провёл один матч во Второй низшей лиге. В 1993 году сыграл 2 матча за «Спартак» в Высшей лиге. В 1995 году играл за дублирующую команду «Спартака», после чего перешёл в «Гофрокартон» из Дигоры, который выступал в Третьей лиге. В 1997 году выступал за «Спартак» из Анапы, в составе которого забил один мяч во Второй лиге, отличившись в матче против таганрогского «Торпедо».